# Stenelmis alluaudi
Stenelmis alluaudi is een keversoort uit de familie beekkevers (Elmidae). De wetenschappelijke naam van de soort werd in 1906 gepubliceerd door Grovelle.